# Кулишовка (Черниговская область)
Кулишо́вка (укр. Кулишівка) – село, расположенное на территории Варвинского района Черниговской области (Украина) на левом берегу реки Удай.